# 田村海優
田村 海優（たむら みゆう、2009年8月1日 - ）は、日本の子役である。ジョビィキッズ所属。

## 略歴
2019年4月より2クールかけて放送のテレビドラマ「あなたの番です」に舞台となるマンションの住人・石崎文代役としてレギュラー出演した。

## 出演

### テレビドラマ
- OUR HOUSE（2016年4月17日 - 6月12日、フジテレビ）[1]
- 全力失踪（2017年9月3日 - 10月22日、NHK BSプレミアム） - 磯山ななみ（幼少期）役[1][2]
- 鳴門秘帖（2018年4月20日 - 6月22日、NHK BSプレミアム） - お三輪（幼少期）役[1]
- あなたの番です（2019年4月14日 - 9月8日、日本テレビ） - 石崎文代 役[1][3][4]
  - 劇場版公開記念!「あなたの番です」完全新撮スペシャル!（2021年12月10日、日本テレビ） - 石崎文代 役

### TV
- 痛快TVスカッとジャパン「欲しかった一輪車」（2019年5月6日、フジテレビ） - 竹中結 役[1]

### CM
- 生活共同組合 おうちCO-OP（ママスマイル野菜篇）[1]
- マクドナルド ハッピーセット妖怪ウォッチ - 探検隊の女の子役[1]
- モスバーガー モスワイワイセット[1]